# Leylaiya pectinigulus
Leylaiya pectinigulus är en tvåvingeart som först beskrevs av Hesse 1965.  Leylaiya pectinigulus ingår i släktet Leylaiya och familjen svävflugor.
Artens utbredningsområde är Namibia. Inga underarter finns listade i Catalogue of Life.